# Derivat financer
|  | «Derivat» redirigeix aquí. Si cerqueu la producció derivada, vegeu «Sèrie derivada». |

Un derivat financer, actiu derivat, instrument derivat o simplement derivat, és un instrument financer que es caracteritza pel fet que el seu preu es deriva del preu d'un altre valor financer, raó per la qual s'anomena a aquest darrer actiu subjacent. Els actius subjacents més comuns per a derivats són accions, bons, matèries primeres, monedes, tipus d'interès i índexs de mercat.
Generalment prenen forma de contracte amb el qual dues parts acorden una transacció basada en el valor d'un actiu subjacent o una altra dada, en un punt particular en el temps. La classificació general de derivats són els futurs, els forwards, les opcions, i les permutes.
Els dos principals derivats financers són els futurs i les opcions:
- El seu valor canvia en resposta als canvis d'una taxa d'interès, d'un preu de les accions, d'un preu de primeres matèries cotitzades, d'una taxa de canvi de monedes, d'un índex o d'un indicador de preus, d'una qualificació o d'un índex creditici o d'una variable semblant a les anteriors, els actius subjacents.
- Requereix una inversió inicial neta molt petita o nul·la, respecte a un altre tipus de contractes que tenen una resposta semblant davant de canvis en les condicions del mercat.
- Es liquidarà en una data futura.

## Utilització
La utilització general dels derivats és reduir el risc d'una de les parts mentre que ofereix un potencial d'un alt benefici (a mesura que creix el risc) per l'altra. L'alta varietat d'actius subjacents potencials i les alternatives de pagament fa que hi hagi al mercat una alta varietat de contractes de derivats per negociar. Els derivats poden estar basats en actius com primeres matèries, accions, bons, tipus d'interès, tipus de canvi, altres índexs (com els índexs de mercats borsaris o l'índex de preus al consumidor (IPC), o fins i tot en índexs de condicions meteorològiques, o altres derivats). El seu funcionament determina tant la quantitat com la data de venciment del pagament.

### Cobertura
Una de les utilitzacions dels derivats és com a eina per transferir el risc prenent una mateixa però oposada posició en el mercat de futurs en contra de la primera matèria subjacent. Per exemple, un agricultor comprarà/vendrà contractes de futurs d'una collita d'un especulador abans de fer la collita, l'agricultor pretén així vendre la collita abans d'haver-la realitzat. Prenent una posició en el mercat de futurs, l'agricultor minimitza el risc de la fluctuació de preus.

### Especulació i arbitratge
Per descomptat, els especuladors poden negociar amb altres especuladors com també amb els que utilitzen els futurs com a cobertura. En la majoria de mercats de derivats financers, el valor de les negociacions especulatives és molt més alta que el valor de les negociacions per cobertura. Així com l'especulació, els negociadors de derivats poden també buscar per oportunitats d'arbitratge entre diferents derivats en actius subjacents idèntics o molt semblants. Els derivats com opcions, futurs, o permutes, generalment ofereixen el millor benefici possible per apostar a l'alça o a la baixa del preu de l'actiu subjacent. Per exemple, una persona pot creure que una companyia farmacèutica pot trobar una cura pel càncer en el pròxim any. Si el negociant compra una acció per 10 €, i s'apuja fins a 20 € quan el descobriment ja s'ha realitzat, el negociant pot realitzar un 50% de benefici. Si la mateixa persona paga 1 € per l'opció de compra a 20 € quan l'acció només en val 10 €, el negociant rep per un preu més baix uns 10 € de benefici, i per tant, un palanquejament molt més alt del benefici per un cost de 1 € l'opció.